# Torre longobarda (Serravalle Pistoiese)
La 'Torre detta anche del Barbarossa' è un edificio storico di Serravalle Pistoiese, Toscana, Italia; è alta 42 metri, edificata in pietra calcarea bianca in conci regolari su base quadrata. Non si conoscono i motivi della denominazione, visto che non esiste attualmente nessun cenno storico che metta in relazione il Barbarossa ai fatti storici avvenuti in questa località.

## Storia

### Ipotesi sulla fondazione
A parte la tradizione orale popolare, non esiste nessuna certezza storica che questa torre sia stata costruita alla fine del VI secolo a opera dei Longobardi, dopo che gli stessi con il loro re Agilulfo erano riusciti (593) a sfondare il Limes bizantino posto proprio nella zona di Serravalle a protezione del territorio di Pistoia, Fiesole, Firenze e tutta l'alta Tuscia.
La torre è posizionata in un importante punto strategico sul colle prospiciente il passo che dalla Valdinievole porta nella piana pistoiese-fiorentina. Dalla sua cima si poteva controllare sia tale vallata, fino a Firenze, sia tutta la pianura della Valdinievole, arrivando fino a Lucca e al mare. Qualsiasi esercito marciasse verso di essa poteva essere individuato con giorni di anticipo e da quell'altezza potevano essere controllate anche le altre torri del circondario, per esempio quelle di Fucecchio e Monsummano Alto, e altre ancora più lontane, permettendo di effettuare segnalazioni luminose per rimanere in comunicazione con esse.

### La costruzione
Nell'anno 1107 venne costruita da parte della città di Pistoia la torre fortificata e il perimetro delle mura, posta sul versante est del colle in direzione e in vista di Pistoia. Nacque così il castello vero e proprio di Serravalle Pistoiese, baluardo di difesa contro i nemici che provenivano dalla costa e cancello d'ingresso per tutte le persone e merci che dalla Valdinievole giungevano verso il comune pistoiese.
Obbligatoriamente chiunque volesse entrare doveva passare dalla Porta della Gabella, porta principale del castello, così denominata per il dazio che occorreva pagare per entrare nel libero comune di Pistoia. Delle antiche mura della Rocca Vecchia oggi restano poche tracce, tra cui resti della recinzione muraria e una porta d'ingresso al castello e alla rocca stessa, tuttora ben visibili.